# Mártires de Oaten Hill
Los Mártires de Oaten Hill (también llamados los Mártires de Canterbury) fueron mártires católicos ejecutados en Oaten Hill (51°16′28″N 1°05′05″E / 51.2743548, 1.0847657), Canterbury, el 1 de octubre de 1588. Estos cuatro fueron beatificados por el Papa Pío XI en 1929.

## Robert Wilcox
Robert Wilcox, nacido en Chester, Inglaterra, en 1558, ingresó al seminario de Reims cuando tenía veinticinco años y fue ordenado sacerdote el 20 de abril de 1585. Fue enviado a Inglaterra junto con otros sacerdotes para expandir la fe católica y frenar la expansión del protestantismo bajo el mandato de la reina Isabel I de Inglaterra. Wilcox llegó a Inglaterra el 7 de junio de 1586 y fue arrestado casi inmediatamente en Lydd, Kent. Como cautivo, fue enviado a Marshalsea, donde fue interrogado el 15 de agosto de 1588. Admitió ser sacerdote católico y fue enviado a Canterbury. Fue el primero de los cuatro en ser ejecutado.

## Gerard Edwards ("Edward Campion")
Gerard Edwards, sacerdote católico, nació en Ludlow, Shropshire. Estudió en Jesus College, Oxford, pero abandonó antes de obtener un título y no pudo tomar el Juramento de Supremacía. El 22 de febrero de 1586, partió hacia Rheims para estudiar el sacerdocio. Cambió su nombre a "Edward Campion" en honor de San Edmundo Campion. Debido a su formación, fue ordenado en un año y regresó a Inglaterra en Pascua de 1587. Fue capturado en Sittingbourne, Kent, unas semanas después y encarcelado en las prisiones de Newgate y Marshalsea en Londres. Fue interrogado por orden del Consejo Privado el 22 de abril de 1587. En un segundo interrogatorio, el 14 de agosto de 1588, admitió ser sacerdote. Tenía treinta y seis años en el momento de su ejecución.

## Robert Widmerpool
Robert Widmerpool, laico, nació en Nottinghamshire. También estudió en la Universidad de Oxford, pero no pudo graduarse. Obtuvo un puesto como tutor en la casa de la condesa de Northumberland, y fue arrestado allí por dar ayuda a un sacerdote católico. Fue encarcelado con los demás en Marshalsea.

## Christopher Buxton
Christopher Buxton, sacerdote católico, nacido en Derbyshire. Estudió para el sacerdocio en Rheims y Roma, y fue ordenado en 1586. Dejó Roma el año siguiente y, tras su llegada a Inglaterra, fue encarcelado y condenado a muerte por su sacerdocio. Mientras estaba en Marshalsea, escribió un Rituale. El manuscrito se preservó como reliquia en Olney, Buckinghamshire. Envió este manuscrito a un sacerdote como última muestra de su amistad, el día antes de su ejecución.